# Ambitions
Pour les articles homonymes, voir Ambitions (homonymie).
Singles de Donkeyboy
 Sometimes
(2009)
Pistes de Caught in a Life
Stereolife
(1) Awake
(3)
Ambitions est une chanson du groupe norvégien Donkeyboy, en collaboration avec la chanteuse norvégienne Linnea Dale,, sortie le 26 mars 2009 en tant que premier single du premier album studio du groupe, Caught in a Life. Le titre est un succès en Norvège et en Suède, y atteignant la première position des classements hebdomadaires des singles (respectivement Topp 20 Singles et Top 60 Singlar). La chanson est reprise en 2010 par le britannique Joe McElderry.

## Classements musicaux
| Pays    | Classement      | Meilleure position | Temps dans le classement |
| ------- | --------------- | ------------------ | ------------------------ |
| Norvège | Topp 20 Singles | 1                  | 52 semaines              |
| Suède   | Top 60 Singlar  | 1                  | 21 semaines              |